# 貯油施設

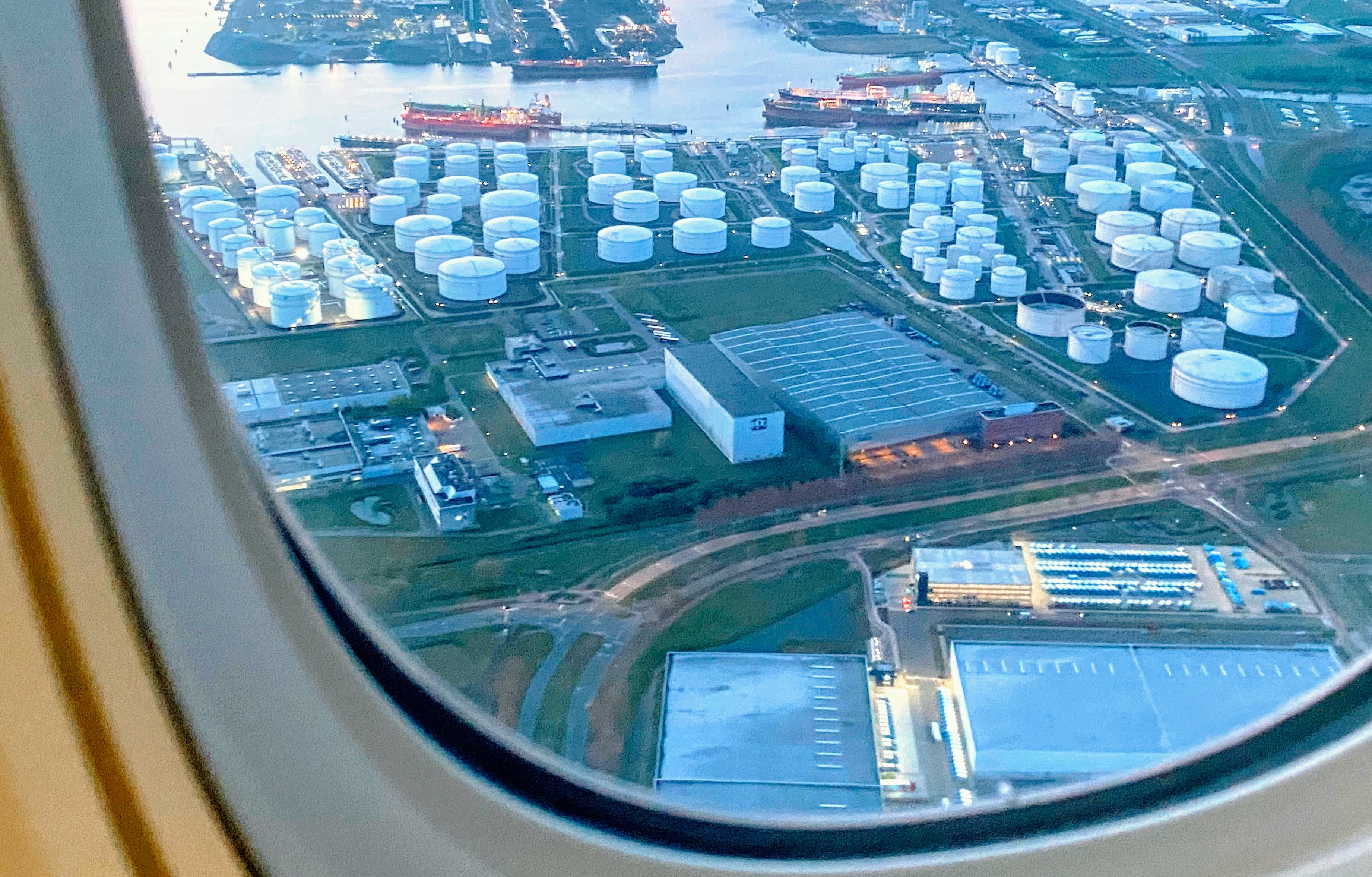
オランダのアムステルダムの貯油施設

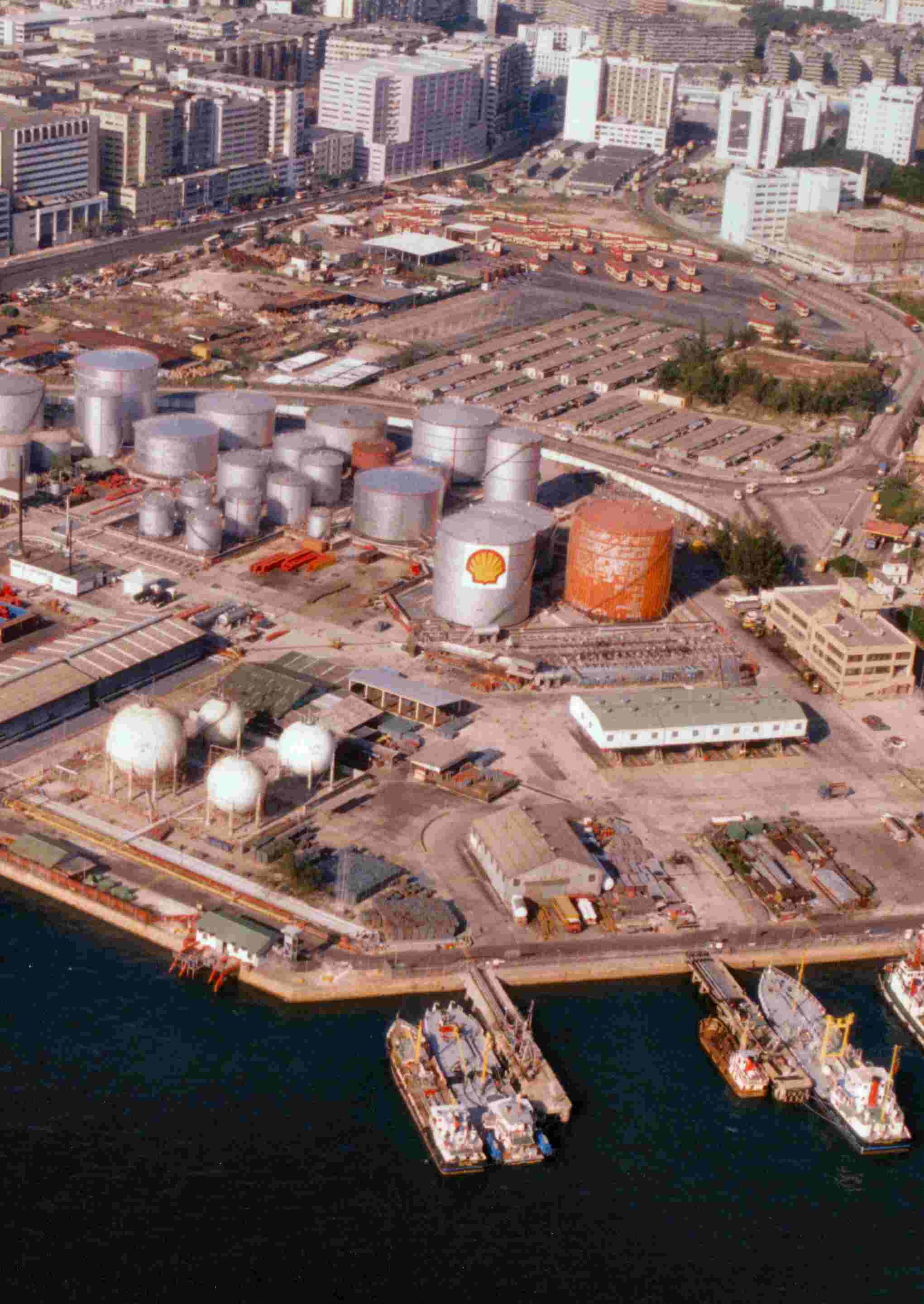
1980年に撮影された香港の九龍にある貯油施設

貯油施設（ちょゆしせつ）とは、油を貯蔵するための施設である。ただし、ここで貯蔵する油の種類は施設によって様々であって、1つの施設に1種類の油だけが貯蔵されているとは限らない。なお日本では、水質汚濁防止法と水質汚濁防止法施行令によって貯油施設の定義付けがなされている。

## 概要
貯油施設には様々な規模、タイプのものが存在する。この中で大規模な石油の貯油施設は、製油所の近くで、かつ、石油タンカーが接岸できるような臨海部に立地するのが通常である。ここからタンクローリーや鉄道用専用貨車やバージ船やパイプラインなどによって、油を必要としている場所に運ばれる。この意味で貯油施設は、消費者に油を引き渡す前に油を集めておく一時的な貯蔵所であると言える。なお、貯油施設はこれら全ての手段が利用できるようになっている必要はない。必要に応じて、タンクローリーを使う貯油施設は道路が引き入れられているし、鉄道用専用貨車を使う貯油施設は鉄道が引き入れられているし、バージ船を使う貯油施設は河川や運河が引き入れられているし、パイプラインを使う貯油施設はパイプラインと直結されている。ただし、ほとんどの貯油施設には道路が引き込まれており、ほとんどの貯油施設でタンクローリーでの出荷が可能である。よって、例えば近くの工場へはパイプラインを用い、他へはタンクローリーを用いるなど、貯油施設の中にはこれらが組み合わされて用いられる場合もある。また数ある貯油施設の中には高度に自動化された所もあればそうではない所もあり、さらに貯蔵されている油の性質も様々なので、管理の仕方もまちまちである。

## 火災と貯油施設
貯油施設には大量の油が貯蔵されているために一旦火災が起こってしまうと、その鎮火は難しく、また災害につながる恐れも大きい。油は可燃物であるし、中には容易に揮発する成分が含まれる油（ガソリンなど）もあるために、貯油施設では火気の扱いには細心の注意を必要とする。

## 日本における扱い
日本で貯油施設は水質汚濁防止法施行令によって「原油、重油、潤滑油、軽油、灯油、揮発油、動植物油を貯蔵する施設。」と定義されており、例外規定は同施行令の別表にて記述されている。

### 具体的な施設例

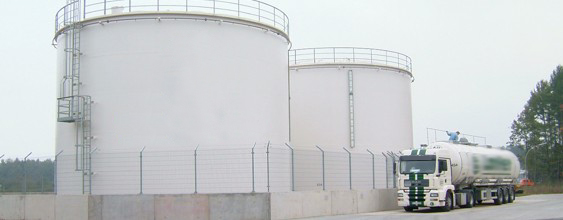
石油貯蔵タンク

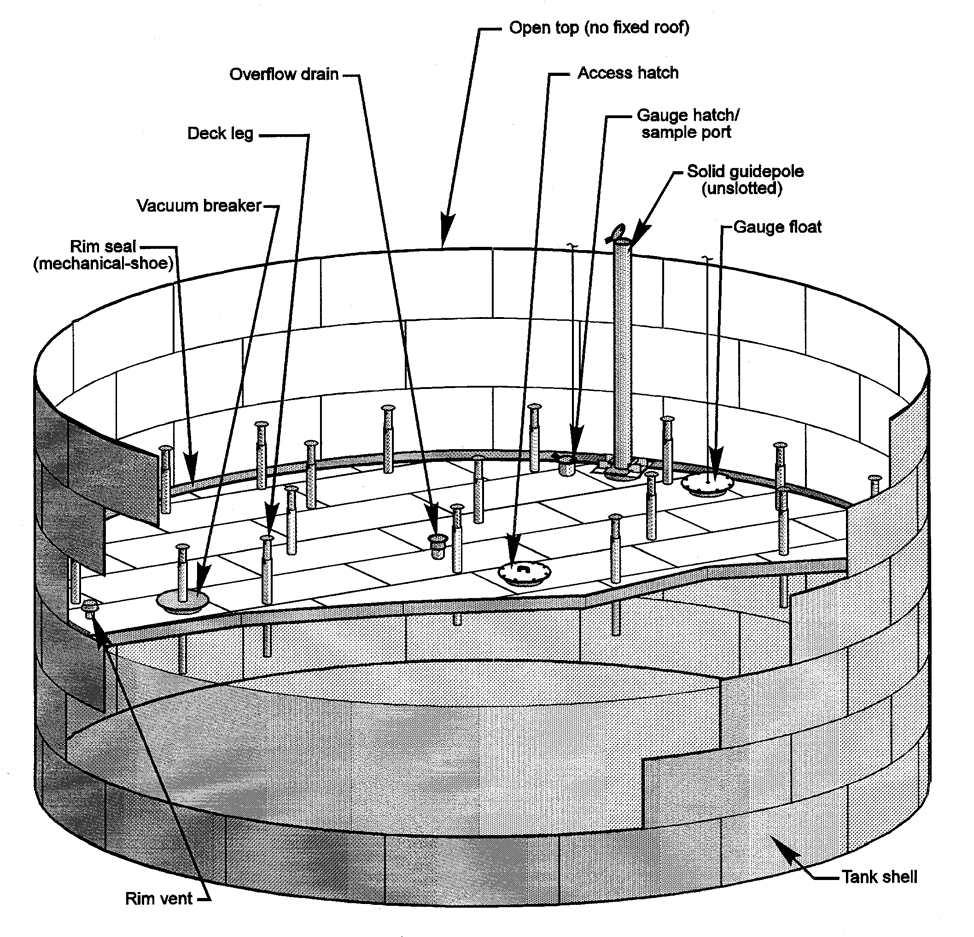
固定屋根のない浮屋根式タンク(ダブルデッキ型)

この日本の定義における貯油施設の具体的な施設例としては、次のようなものがある。
- ガソリンスタンドの地下タンク
- 石油コンビナートの石油貯蔵タンク

このように、油は地上や地下に設置した専用のタンクに貯蔵されている。
なお、世界の中でも比較的地震の多い日本では、一般的な建築物よりも耐震基準が厳しく定められている。このため日本では、一般的な市街地の中にもあるガソリンスタンドを、大規模な地震が発生した際にも倒壊していないであろう建築物と考えて、何らかの活用法がないか模索する動きも見られる。
石油タンクの種類として、固定屋根式石油タンク、内部浮屋根式タンク、固定屋根のない浮屋根式タンク。

### 日本における関連法令
貯油施設に関係する日本での法令としては、次のようなものがある。
- 消防法
- 土壌汚染対策法
- 石油コンビナート等災害防止法
- 建築基準法

規格
- 日本工業規格（JIS B 8501:2013） 鋼製石油貯槽の構造（全溶接製） ‐ 石油貯槽のJIS規格。浮き屋根の浮力などが決められている[4]。
- 石油学会規格 JPI-8S-6-2015 屋外貯蔵タンク維持規格 ‐ 石油学会の各種石油貯油タンクの規格
- API Standard 650